# 레고 닌자고
레고 닌자고(영어: Lego Ninjago)는 레고가 제조 및 발행하는 닌자를 소재로 한 장난감 시리즈이다.

## 수상
2012년, 레고 닌자고 불의 신전 (2507)이 뉴욕에서 열린 제12회 올해의 장난감상에서 "올해의 활동적 장난감"에 선정되었다.

## 제품 목록

### 2011년
- 2259 스컬 바이크
- 2260 아이스 드래곤 전투
- 2263 터보 슈레더
- 2504 비밀의 도장
- 2503 암흑의 성
- 2254 카이의 훈련 캠프
- 2258 카이의 기습
- 2506 스컬 트럭
- 2507 불의 신전 [2012년 인기제품]
- 2508 카이의 대장간
- 2509 어스 드래곤
- 2518 넉클의 ATV
- 2519 해골볼링
- 2520 닌자고 배틀 경기장
- 2521 번개 드래곤 전투

### 2012년
- 9440 베노마리 성지
- 9441 카이의 블레이드 사이클
- 9442 제이의 스톰 파이터
- 9443 래틀콥터
- 9444 콜의 어썰트 바이크
- 9445 팡파에 스네이크 트럭
- 9446 드래곤 전함
- 9455 팡파에 스네이크 메카
- 9457 팡파에 스네이크 레킹 볼
- 9447 라샤의 바이트 사이클
- 9448 사무라이X의 역습
- 9449 울트라 소닉 전차
- 9450 에픽 드래곤 전투

### 2013년
- 70500 카이의 파이어 로봇
- 70501 전사 바이크
- 70502 콜의 드릴 머신
- 70503 골드 드래곤
- 70504 가마트론
- 70505 빛의 신전

### 2014년
- 70720 호버 헌터
- 70721 카이의 제트 파이터
- 70722 오버보그 공격
- 70723 제이의 썬더 레이더
- 70724 닌자콥터
- 70725 닌드로이드 드래곤
- 70726 디스트럭토이드
- 70727 카이의 X-1 닌자차처
- 70728 닌자고 시티전투

### 2015년
- 70745 아나콘드라이 크러셔
- 70746 콘드라이콥터 공격
- 70747 콜의 볼더 블래스터
- 70748 티타늄 드래곤
- 70749 뱀의 소굴
- 70750 닌자 모바일 베이스
- 70752 정글트랩
- 70753 용암폭포
- 70754 제이의 일렉트로메크
- 70755 로이드의 정글침입자
- 70756 토너먼트 아레나
- 30291 아나콘드라이 배틀 메크
- 30292 제이 나노 메크
- 30293 카이 드리프더
- 70735 로닌 R.E.X.
- 70733 콜의 블레스터 바이크
- 70730 체인 사이클 기습작전
- 70731 제이 워커원
- 70734 마스터우 드래곤
- 70736 모로 드래곤의 공격
- 70732 물의 도시 스틱스
- 70738 드래곤전함 최후의 출격
- 70739 에어짓주 카이
- 70740 에어짓주 제이
- 70742 에어짓주 쟌
- 70741 에어짓주 콜
- 70743 에어짓주 모로
- 70744 에어짓주 레이스

### 2016년
- 70599 콜의 드래곤
- 70600 닌자 바이크 추격전
- 70601 스카이 샤크
- 70602 제이의 원소 드래곤
- 70603 해적 비행선
- 70604 타이거 위도우 아일랜드
- 70605 미스포춘의 함선
- 70588 티타늄 닌자 텀블러
- 70589 콜의 락로더
- 70592 로닌의 메크
- 70593 그린 에너지 드래곤
- 70594 등대 포위 작전
- 70595 울트라 스텔스 레이더
- 70596 사무라이의 X 동굴
- 70591 크립타리움 감옥 탈출

### 2017년
- 70621 버밀리온 공격
- 70622 데저트 라이트닝
- 70623 데스티니 쉐도우
- 70624 버밀리온 침입자
- 70625 사무라이 VXL
- 70626 아이언둠의 새벽
- 70627 드래곤 대장간
- 70606 스핀짓주 훈련
- 70607 닌자고 도시 추격전
- 70608 마스터 폭포
- 70609 만타레이 폭격기
- 70610 비행 해파리 잠수함
- 70611 니야의 워터 스트라이더
- 70612 그린 닌자 로봇 드레곤
- 70613 가마 메카맨
- 70614 제이의 라이트닝 제트
- 70615 카이의 파이어 로봇
- 70616 쟌의 아이스 탱크
- 70617 절대지존 무기의신전
- 70618 드래곤 전함
- 70620 닌자고 시티
- 70631 가마돈의 화산속 은신처
- 70632 콜의 진동로봇
- 70656 가마돈,가마돈,가마돈

### 2018년
- 70638 카이의 V11보트
- 70639 스네이크 재규어의 길거리 질주
- 70640 S.O.G 본부
- 70641 로이드의 닌자 나이트크롤러
- 70642 킬로우 대 사무라이X
- 70643 부활의사원
- 70650 데스티니 윙
- 70651 왕좌의 대결
- 70652 블루드래곤 스톰브링거
- 70658 악당 타이탄
- 70653 레드 드래곤 퍼스트본
- 70654 디젤넛트
- 70655 드래곤 소굴

### 2019년
- 70680 수도원 훈련
- 70665 사무라이 로봇
- 70666 골드 드래곤
- 70667 카이의 블레이드 싸이클과 쟌의 스노우모빌
- 70668 제이의 스톰파이터
- 70667 콜의 드릴 머신
- 70670 스핀짓주 수도원
- 70679 울트라 드래곤
- 70628 로이드 스핀짓주 마스터
- 70633 카이 스핀짓주 마스터
- 70634 니야 스핀짓주 마스터
- 70635 제이 스핀짓주 마스터
- 70636 쟌 스핀짓주 마스터
- 70637 콜 스핀짓주 마스터
- 70671 로이드의 모험
- 70672 콜의 더트바이크
- 70673 슈리콥터
- 70674 파이어팽
- 70675 카타나4×4
- 70676 로이드의 타이탄 로봇
- 70677 랜드바운티
- 70678 고독한 황제의 성
- 70684 스핀짓주 슬램 카이VS얼음 병사
- 70683 스핀짓주 슬램 쟌
- 70682 스핀짓주 슬램 제이
- 70681 스핀짓주 슬램 로이드
- 70680 스핀짓주 슬램 로이드VS제왕 가마돈

### 2020년
- 71714 카이의 오락기
- 71715 제이의 오락기
- 71716 로이드의 오락기
- 71708 게임속 마켓
- 71712 최후의 전투:엠파이어사원
- 71711 제이의 사이버 드래곤
- 71713 엠파이어 드래곤
- 71707 카이의 제트기
- 71709 로이드와 제이의 벨로시티 레이서

### 2021년
- 71735 초능력 무술대회
- 71736 레거시 볼더 블레스터
- 71737 레거시 X-1 닌자 차저
- 71738 레거시 쟌의 타이탄 메카
- 71742 오버로드 드래곤
- 71745 로이드의 정글바이크
- 71746 정글 드래곤
- 71747 키퍼들의 마을
- 71748 쌍동선 해전
- 71753 레거시 파이어드래곤 공격
- 71755 끝없는 바다의 사원
- 71754 워터 드래곤
- 71752 닌자 서브스피더
- 71734 레거시 카이의 블레이드 싸이클
- 71739 레거시 울트라 소닉전차
- 71749 레거시 드래곤전함 최후의 출격
- 71750 로이드의 하이드로 메카
- 71756 닌자들과 하이드로 전함

## 같이 보기
- 레고 닌자고 (애니메이션)
- 레고 닌자고의 에피소드 목록
- 레고 닌자고 무비
- 넥소 나이츠
- 레고 몽키 키드
- 레고 드림즈